# I (SAB)
I är ett signum i SAB. 

## IKonst,musik,teater,film
- Ia Konst: allmänt
  - Iaa Konstteori och -etik
    - Iaaf Färglära

  - Iab Stillära
- Ib Konsthistoria
  - Ib.2 Forntidens konst
  - Ib.3 Medeltidens konst
  - Ib.4 Nya tiden
  - Ibh Otraditionella konstformer
  - Ibt Kyrklig konst
  - Ibu Folkkonst
  - Ibv Ikonografi
  - Ibz Särskilda konstnärer
- Ic Arkitektur
  - Icd Byggnader för särskilda ändamål
    - Icda Bostadshus
      - Icdaa Slott, herresäten
      - Icdab Flerfamiljshus
      - Icdac Enfamiljshus
      - Icdaf Fritidshus
      - Icdak Komplement till bostadshus

    - Icdb Byggnader för industri, transport och lagring
    - Icdc Byggnader för religiösa ändamål
    - Icdd Förvaltningsbyggnader, kontor och butiker
    - Icde Byggnader för sjukvård och social omsorg
    - Icdf Byggnader för undervisning, vetenskap och kultur
    - Icdg Byggnader för underhållning och rekreation
    - Icdö Byggnader för övriga ändamål

  - Ict Stadsplanekonst
  - Icu Landskapsarkitektur
- Id Skulptur
  - Idy Material, metoder och teknik
- Ie Målarkonst
  - Ieb Bokmåleri
  - Iem Miniatyrmåleri
  - Ien Muralmåleri
  - Iet Teaterdekorationer
  - Iey Material, metoder och teknik
- If Grafisk konst
  - Ifq Bruksgrafik
  - Ifr Bokillustration
  - Ify Material, metoder och teknik
- Ig Teckningskonst
- Ih Konsthantverk
  - Iha Ornamentik
  - Ihb Industriell formgivning
  - Ihc Textil konst
    - Ihca Vävnader
    - Ihcb Mattor
    - Ihcc Tygtryck
    - Ihcd Broderier
    - Ihce Spetsar
    - Ihcf Virkade, stickade, flätade arbeten

  - Ihd Konsthantverk i trä
  - Ihe Konsthantverk i metall
    - Ihea Guld- och silversmide
    - Ihec Järnsmide
    - Ihed Tenn- och mässingsarbeten
    - Ihee Brons- och koppararbeten

  - Ihf Keramik och glas
    - Ihfa Keramik
      - Ihfaa Lergods, fajans och flintgods
      - Ihfab Stengods
      - Ihfac Porslin

    - Ihfb Glas
    - Ihfc Emalj
    - Ihfd Mosaik

  - Ihh Inredning
    - Ihha Väggbeklädnad
    - Ihhb Möbelkonst

  - Ihk Dräkthistoria
    - Ihks Uniformer
    - Ihkt Folkdräkter
    - Ihku Teaterdräkter

  - Ihq Reklamkonst
- Ii Konstsamlingar och konstutställningar
  - Iib Konstmuseer
  - Iis Privat konstsamlande
  - Iit Konstutställningar
  - Iiu Konsthandel
  - Iiv Konst i offentlig miljö
- Ij Musik
  - Ija Musikteori, musikarkeologi m.fl. musikvetenskapliga delområden
    - Ijaa Musikteori och musiklära
      - Ijaaa Melodi
      - Ijaab Rytm

    - Ijab Harmonilära
    - Ijac Kontrapunkt
    - Ijad Musikalisk formlära, stil- och strukturanalys
    - Ijae Komposition och instrumentation
      - Ijaec Improvisation

    - Ijaf Dirigering och partiturläsning
    - Ijag Uppförandepraxis
    - Ijah Notation (notskrift)
    - Ijai Tonsystem och skalor
    - Ijar Musikarkeologi
    - Ijas Musiksemiotik
    - Ijat Texter till musik
    - Ijav Musikikonografi

  - Ijb Musikhistoria
  - Ijc Musikinstrument: allmänt
  - Ijd Tangentinstrument
    - Ijda Piano
    - Ijdb Orgel
    - Ijdc Cembalo
    - Ijdd Klavikord
    - Ijdi Elektriska tangentinstrument (keyboard)

  - Ije Stråkinstrument
    - Ijea Fiol
    - Ijeb Altfiol
    - Ijec Cello
    - Ijed Kontrabas
    - Ijef Gamba
    - Ijeg Nyckelharpa

  - Ijf Blåsinstrument
    - Ijfa Flöjt
    - Ijfb Blockflöjt
    - Ijfc Oboe
    - Ijfd Klarinett
    - Ijfe Saxofon
    - Ijff Fagott
    - Ijfg Trumpet
    - Ijfh Horn
    - Ijfi Trombon
    - Ijfk Dragspel
    - Ijfl Säckpipa
    - Ijfm Munspel

  - Ijg Knäppinstrument
    - Ijga Harpa
    - Ijgb Gitarr
    - Ijgc Mandolin
    - Ijgd Luta
    - Ijge Cittra
    - Ijgf Balalajka
    - Ijgg Banjo

  - Ijh Slagverk och strykidiofoner
    - Ijha Trumma och timpani
    - Ijhc Klockspel
    - Ijhg Marimba

  - Iji Elektriska musikinstrument
    - Ijib Synthesizer

  - Ijj Mekaniska musikinstrument
    - Ijja Klockspel
    - Ijjb Speldosa och spelur
    - Ijjc Positiv, gatuorgel m.m.
    - Ijjd Pianola

  - Ijk Instrumentalmusik: kammarmusik
    - Ijkd Ensembler med tangentinstrument
    - Ijke Ensembler med stråkinstrument
    - Ijkf Ensembler med blåsinstrument

  - Ijl Instrumentalmusik: orkestrar
    - Ijlc Kammarorkestrar
    - Ijle Symfoniorkestrar
    - Ijlf Blåsorkestrar

  - Ijm Instrumentalmusik: särskilda former
    - Ijma Symfoniska verk
    - Ijmb Instrumentalkonserter
    - Ijmc Divertimenti, serenader, sviter m.m.
    - Ijmd Variationsverk
    - Ijmf Symfoniska dikter och karaktärsstycken
    - Ijmg Rapsodier, fantasier, etyder m.m.
    - Ijmh Danser och dansstycken
    - Ijmi Marschmusik
    - Ijmj Kanons, toccator, fugor, ricercari, tienti m.m.
    - Ijml Sonater

  - Ijn Vokalmusik: allmänt
    - Ijnj Sångteknik och sångröstbehandling

  - Ijo Vokalmusik: solosång
  - Ijp Vokalmusik: körsång
  - Ijq Vokalmusik: särskilda former
    - Ijqa Oratorier
    - Ijqb Kantater
    - Ijqc Äldre vokalmusikformer (till ca 1600)
      - Ijqca Vokalmusik från medeltiden
      - Ijqcb Madrigaler
      - Ijqcc Motetter
      - Ijqcd Andra sånger från renässansen

    - Ijqd Passioner
    - Ijqe Andra vokalverk med liturgisk eller biblisk text
      - Ijqea Mässor och requier
      - Ijqed Hymner, sekvenser, antifoner etc.

    - Ijqf Solistiska former efter ca 1600
      - Ijqfa Solosång från barocken
      - Ijqfc Religiösa solosånger och arior
      - Ijqfd Lieder, romanser, ballader och sångcykler
      - Ijqfe Friare solistisk musik

    - Ijqg Nationella sånger
      - Ijqga Nationalsånger

    - Ijqh Visor
    - Ijqj Barnvisor
    - Ijql Körmusik efter ca 1600

  - Ijr Dramatisk och scenisk musik
    - Ijra Operor
    - Ijrb Operetter
    - Ijrc Baletter
    - Ijrd Revyer och spex
    - Ijre Film- och skådespelmusik
      - Ijrea Filmmusik
      - Ijreb Skådespelsmusik

    - Ijrh Musik till melodramer och uppläsningar
    - Ijrt Multimediaverk

  - Ijs Religiös musik
    - Ijsa Kristna samfund
      - Ijsaa Romersk-katolska kyrkan
      - Ijsab Grekisk-ortodoxa kyrkan
      - Ijsac Bysantinsk kyrkomusik
      - Ijsad Protestantisk kyrkomusik
      - Ijsae Anglikansk kyrkomusik
      - Ijsao Orientalisk kyrkomusik

    - Ijsb Icke-kristna religioner
    - Ijse Koraler och psalmer
      - Ijsea Romersk-katolska kyrkan
      - Ijsad Protestantiska kyrkor

    - Ijsf Andliga sånger och visor
    - Ijsg Gospels och negro spirituals

  - Ijt Skolmusik
  - Iju Västerländsk folkmusik
  - Ijv Icke-västerländska kulturers musik
  - Ijx Jazz, rock och populärmusik
    - Ijxb Ragtime
    - Ijxc Jazz
    - Ijxf Blues
    - Ijxg Nordamerikansk folkmusik utom blues
      - Ijxga Country & western

    - Ijxn Rockmusik
    - Ijxp Populärmusik
    - Ijxq Dansmusik

  - Ijö Övrig musik
    - Ijög Gatumusik
    - Ijöm Militärmusik
- Ik Teater
  - Ika Teater: allmänt
    - Ikad Skådespelarkonst

  - Ikb Teaterhistoria och -kritik
  - Iks Gruppteater
  - Ikt Pantomim- och marionetteater
  - Iku Barnteater
  - Ikv Amatörteater
  - Ikx Radio- och TV-teater
  - Iky Konstnärlig dans
    - Ikya Klassisk balett
    - Ikyj Fri dans

  - Ikö Övrig scenisk konst och offentliga nöjen
    - Iköa Revy, Kabaré, Varieté, etc.
    - Iköe Cirkus
    - Iköf Tjurfäktning
- Im Film
  - Ima Film: allmänt
  - Imb Filmhistoria
    - Imba Filmhistoria: särskilda genrer
      - Imbaa Westernfilmer
      - Imbab Komedier och farser
      - Imbac Pornografiska filmer
      - Imbad Krigsfilmer och kriminalfilmer
      - Imbae Science fiction-filmer och skräckfilmer
      - Imbai Animerade filmer
      - Imbaj Dokumentärfilmer
      - Imbak Musikfilmer
- In Fotokonst
  - Ina Fotokonst: allmänt
  - Inb Fotokonstens historia
  - Inz Särskilda fotografer